# Polienski antimikotiki
Polienski antimikotiki so skupina protiglivičnih učinkovin, med katere sodijo na primer amfotericin B, nistatin in natamicin.

## Zgradba
Molekula polienskih antimikotikov sestoji iz velikega obročnega sistema s številnimi konjugiranimi dvojnimi vezmi (zato se imenujejo polieni) na eni strani obroča in s številnimi hidroksilnimi skupinami na drugi strani. Pogosto je na molekulo vezana tudi d-mikozaminska struktura (vrsta aminoglukozida). Konjugirane dvojne vezi značilno močno absorbirajo v UV/VIS območju elektromagnetnega spektra, kar je osnova za zaznavanje z UV/VIS-spektroskopijo in zaradi česar so običajno rumeno obarvani.

## Izvor
Polienske antimikotike proizvajajo določene vrste streptomicet. 

## Mehanizem delovanja
Poleinski antimikotiki se vežejo na ergosterol v celični membrani glivne celice in povzročijo, da membrana postane prepustna in posledično pride do celične smrti.

## Predstavniki
- amfotericin B
- nistatin
- natamicin
- rimocidin
- filipin
- kandicin
- Hamicin